# Normandel
Normandel est une ancienne commune française, située dans le département de l'Orne en région Normandie, peuplée de 88 habitants.
En début décembre 2008, Normandel a obtenu trois fleurs au concours des villes et villages fleuris.

## Géographie
La commune se situe dans la région naturelle du Perche et appartient au canton de Tourouvre dans l'arrondissement de Mortagne-au-Perche. Les communes limitrophes de Normandel sont Tourouvre, Crulai, Randonnai, Irai, Saint-Maurice-lès-Charencey, L'Hôme-Chamondot, Beaulieu, La Poterie-au-Perche et La Ventrouze.

## Histoire
Tout comme les villages de Charencey, Moussonvilliers, Saint-Maurice-lès-Charencey et La Trinité-sur-Avre, Normandel dépendait au XIIIe siècle de la châtellenie de Châteauneuf-en-Thymerais dont les seigneurs successifs régnaient sur le Thymerais et guerroyaient au nom des rois de France contre les ducs de Normandie et les Anglais.

## Politique et administration
| Période                                  | Période       | Identité           | Étiquette | Qualité              |
| ---------------------------------------- | ------------- | ------------------ | --------- | -------------------- |
| 1989                                     | février 2001  | Jacques Prevost    |           |                      |
| mars 2001                                | novembre 2005 | René Le Blévec     |           |                      |
| janvier 2006                             | avril 2014    | Maryvonne Gaignard | SE        | Professeure          |
| avril 2014                               | décembre 2017 | Guy Perret         | SE        | Agriculteur retraité |
| Les données manquantes sont à compléter. |               |                    |           |                      |

## Démographie
En 2021, la commune comptait 88 habitants. Depuis 2004, les enquêtes de recensement dans les communes de moins de 10 000 habitants ont lieu tous les cinq ans (en 2004, 2009, 2014, etc. pour Normandel) et les chiffres de population municipale légale des autres années sont des estimations.
| 1793 | 1800 | 1806 | 1821 | 1836 | 1841 | 1846 | 1851 | 1856 |
| ---- | ---- | ---- | ---- | ---- | ---- | ---- | ---- | ---- |
| 251  | 230  | 345  | 374  | 267  | 283  | 330  | 324  | 315  |

| 1861 | 1866 | 1872 | 1876 | 1881 | 1886 | 1891 | 1896 | 1901 |
| ---- | ---- | ---- | ---- | ---- | ---- | ---- | ---- | ---- |
| 314  | 303  | 300  | 222  | 231  | 196  | 191  | 166  | 167  |

| 1906 | 1911 | 1921 | 1926 | 1931 | 1936 | 1946 | 1954 | 1962 |
| ---- | ---- | ---- | ---- | ---- | ---- | ---- | ---- | ---- |
| 164  | 145  | 135  | 161  | 144  | 150  | 148  | 158  | 155  |

| 1968 | 1975 | 1982 | 1990 | 1999 | 2004 | 2009 | 2014 | 2019 |
| ---- | ---- | ---- | ---- | ---- | ---- | ---- | ---- | ---- |
| 126  | 106  | 106  | 105  | 98   | 103  | 94   | 94   | 92   |

## Lieux et monuments
- Église Saint-Firmin.

## Héraldique
| Blason de Normandel | Blason  | Parti d'azur à la tour d'or ajourée de trois pièces d'argent et ouverte du champ, à la crosse épiscopale de gueules brochant en pal ; et du second à un mont de huit coupeaux du quatrième surmonté d'une roue de moulin de sable ; au chef de gueules soutenu de sable, chargé d'un léopard d'or armé et lampassé d'azur. |
| Blason de Normandel | Détails | Le léopard d'or sur champ de gueules rappelle les armes de la Normandie Création du "Syndicat de Développement du Perche", adoptée par la municipalité le 15 juin 2012. |